# گوردا (کالیفرنیا)
گوردا (به انگلیسی: Gorda) یک منطقهٔ مسکونی در ایالات متحده آمریکا است که در شهرستان مونتری، کالیفرنیا واقع شده‌است. گوردا ۴۵ متر بالاتر از سطح دریا واقع شده‌است.